# Thelotrema megalosporum
Thelotrema megalosporum är en lavart som beskrevs av Müll. Arg. 1891. Thelotrema megalosporum ingår i släktet Thelotrema och familjen Thelotremataceae.   Inga underarter finns listade i Catalogue of Life.